# Rob White
Rob White (ur. 15 lipca 1965 w Camblesforth) – zastępca dyrektora zarządzającego do spraw silnika w Renault F1 Team.

## Życiorys
Rob White urodził się w Camblesforth w Wielkiej Brytanii. Po ukończeniu szkoły pracował w Jaguar Cars, który zgodził się go sponsorować by ukończył kurs mechaniki na University of Southampton. W 1987 roku po ukończeniu studiów pracował w koncernie Cosworth, na stanowisku stażysty. Od 1988 do 1997 pracował dla Cosworth w dziale budowy silników dla serii IndyCar w Wielkiej Brytanii i Stanach Zjednoczonych. Od 1993 do 1994 był koordynatorem pracy w boksie Cosworth Inc w Torrance w stanie Kalifornia w Stanach Zjednoczonych. W latach 1997–2003 był głównym inżynierem Formuły 1 w firmie Cosworth. Od 2004 do 2005 był dyrektorem technicznym do spraw silnika, w zespole Renault F1 Team. Od kwietnia 2005 roku jest zastępcą dyrektora zarządzającego (ds. silnika) Renault Sport F1, oznaczało to przejście do działu silników Renault w Viry-Châtillon we Francji, w momencie rozpoczęcia pracy White nie mówił w języku francuskim.